# Sgt. Frog
Sgt. Frog (яп. ケロロ軍曹 Кэроро Гунсо:, рус. «Сержант Кэроро») — манга Ёсидзаки Минэ и одноимённые аниме-сериалы. Первый из сериалов транслировался в Японии по телеканалу TV Tokyo c 3 апреля 2004 года по 4 апреля 2011 года. Манга получила премию Shogakukan в категории «кодомо». Согласно опросу, проведенному в 2007 году Агентством по делам культуры, занимает 40-е место среди лучших аниме всех времен.

## Сюжет
Инопланетные лягушки решили атаковать Землю, но переоценили свои силы и оказались в заложниках у землян. Однако земляне (пекопонцы) не восприняли угрозу всерьёз и решили подружиться с захватчиками.